# نادي الأصالة
نادي الأصالة نادي كرة قدم يقع مقر النادي في منطقة شفا بدران شمال محافظة عمّان في الأردن ، تأسس النادي سنة 1995 ، يلعب حالياً في دوري الدرجة الأولى الأردني صعد لأول مرة لدوري المحترفين موسم 2015-2016 ، رئيس النادي وليد العدوان .

## اللاعبون
ملاحظة: تشير الأعلام إلى المنتخب الوطني على النحو المحدد في قواعد الأهلية للفيفا. قد يحمل اللاعبون أكثر من جنسية واحدة غير تابعة للفيفا.
| الرقم | البلد  | المركز | اللاعب        |
| ----- | ------ | ------ | ------------- |
| 13    | الأردن | مدافع  | مازن بريزات   |
| 4     | الأردن | مدافع  | عدي المومني   |
| 20    | الأردن | مدافع  | عمر العوايشة  |
|       | الأردن | وسط    | عامر أبو عامر |
| 10    | الأردن | وسط    | انس جمال      |

| الرقم | البلد  | المركز | اللاعب       |
| ----- | ------ | ------ | ------------ |
| 14    | الأردن | وسط    | محمود سلامة  |
| 19    | الأردن | وسط    | سائد الدبوبي |
| 11    | الأردن | وسط    | سامي ذيابات  |
| 8     | الأردن | وسط    | يحيى جمعة    |